# Петер, сын Петенье
Петер, сын Петенье (Петр, сын Петра Петуни) (венг. Petenye fia Péter, словац. Peter Peteň; ? — 1318/1321) — венгерский магнат на рубеже XIII-XIV веков. Вначале верный сторонник короля Карл I, затем он выступил против королевской власти и создал фактически независимую провинцию в графстве Земплен после 1312 года, пользовавшись ситуацией, которая сложилась после ликвидации домена клана Аба.

## Ранняя жизнь
О его происхождении ничего не известно. Историк Тамаш Кадар предполагает возможное его восточнославянское (русинское) происхождение. Его отцом был некто Петенье (также Петене или Петунья), служивший главой казначейства при дворе Елизаветы Куманской, супруги «младшего короля» Иштвана. Землевладения семьи находились в окружающем владении замка Патак (сегодня развалины рядом с Шаторальяуйхей). Историк Енё Сюч утверждал, что прадед и тезка Петера («Петер I») владел Вече (сегодня Войсице, Словакия) к 1217 году (в то время как другие утверждают, что это относится к члену клана Аба из ветви Тарьян). Соответственно, в последующие десятилетия четыре поколения носили одно и то же имя. Его сын Петер II («Веснушчатый») купил Альбени и Техну с разрешения короля Белы IV в 1245 году. Сюч утверждал, что это был первый шаг в развитии домена Gálszécs (ныне Сечовце, Словакия), родины Петера, сына Петенье. Эти земли входили в состав так называемых «gyepűelve», в основном необитаемый или малонаселенный район на восточной границе Венгерского королевства.
Петер, сын Петенье, впервые появился в современных аутентичных грамотах с 1283 года, во время правления Ласло IV Куна, хотя в фальшивом дипломе уже упоминалось о нём в 1263 году. В том же году (1283) Ласло IV подарил ему так называемые Векеровские ворота близ гор Векер (ныне Кривошанка), когда-то являвшихся важной частью венгерской пограничной системы на восточных территориях. Вместе с Рейнольдом Бастели, бывшим палатином Венгрии, и неким Якабом, он служил судьей (венг. szolgabíró; lit. «servants' judge») графства Земплен после 1289 года (некоторые историки датируются примерно 1286 и 1291 годами). Он участвовал в различных судебных процессах и земельных договорах в 1290-х гг. Например, он протестовал против привлечения одного из претендентов на владение землей Visnyó (в настоящее время Виснов, Словакия) в 1296 году, перед судом Амадея Абы. К 1297 году Петер владел Гальсечем (или Сечем), территориальным центром своих земельных владений. Деревня Szőllőske также принадлежала к ему как «унаследованная земля» в 1298 году, в дополнение к обмениваемой земле, Zebegnyő (сегодня Збехнев, Словакия), приобретенная у его родственников, некого Матиаса и его братьев, сыновей Конрада. К 1308 году, когда в хартии упоминалось о владычестве как « земля за пределами Теребес» (сегодня Требишов, Словакия), он владел несколькими деревнями и поместьями между Бодрогом и рекой Тиса. Когда король Венгрии Карл I конфисковал земли Петера в 1317 году, правление ему принадлежало 18 деревень.
Возможно, в 1290-х годах Петер построил замок Боростян, который впоследствии стал его провинциальной резиденцией и к которому принадлежали 17 деревень и земель. Кроме того, он также владел замком Ясенов (сейчас — Словакия) с 1283 года, после того как он был конфискован у мятежной семьи Иоахима Гуткеледа. В 1307 году он приобрел замок Барко (сегодня руины над Брековым, Словакия) у клана Каплон во время договора о недвижимости. До 1312 года он также становился владельцем замка Бодрогшог, который находился где-то неподалеку от современного города Клин-над-Бодрогом, Словакия.

## Правитель Земплена

### Провинциальный магнат
Амадей Аба и его родственники управляли фактически независимо северными и северо-восточными графствами Венгерского королевства, включая Земплен, начиная с 1290-х годов, в эпоху феодальной анархии. Возможно, что Петер был среди их фамильяров, таким образом, он был в состоянии поддерживать некоторую степень автономии. После пресечения династии Арпадов в 1301 году, когда разразилась наследственная война, магнат Амадей Аба поддержал претензии Карла Роберта Анжуйского на венгерский престол, поэтому Петер также присоединился к его лагерю. Карл стал бесспорным правителем всего королевства к 1310 году. Бюргеры города Кошице (в Словакии) убили Амадея Абу в сентябре 1311 года. После этого Карл Роберт решил конфисковать провинцию олигарха покойного Амадея Абы. Однако сыновья Амадея Абы восстали против короля и заключили союз с могущественным олигархом Матушем Чаком. Тогда Петер отказался повиноваться клану Аба и принес присягу на верность Карлу Роберту. В конце 1311 или начале 1312 года, когда войска Аба совершили набег на Шарошпатак, замок успешно обороняли собственные ополченцы Петера и члены рода Бакса. Петер был серьёзно ранен в столкновении. В королевской хартии, изданной 10 апреля 1312 года, говорилось, что один из сыновей Амадея, Миклош Аба, отомстил Петеру за его отступничество, а его войска разграбили и опустошили его владения (возможно, весной 1312 года). Во время стычки местная церковь была разрушена, где все накопленные богатства были разграблены, причинив ущерб в размере 1000 золотых дукатов Петеру. Кроме того, его поместье было подожжено врагами, погибли его жена и родственник по имени Петер. После этого Петер принял участие в осаде замка Шарош (сегодня Шариш в Словакии), когда армия Карла захватила замок у союзника клана Аба. в качестве частичной компенсации Петер получил от Карла I Роберта землю Пихнье (современная Пичне, Словакия), которая ранее было конфисковано у сыновей некого Ярослава.
15 июля 1312 года в битве при Розгановцах королевская армия разгромила войско сыновей Амадея Абы. В этом сражении, предположительно, принимали участие Петер и его слуги . Власть клана в Северо-Восточной Венгрии была уничтожена, а Петер получил от короля Карла Роберта графства Земплен и Унг . Также ему были предоставлены замки Генц (ранее принадлежал Амадею Абе) и Регец, где он служил кастеляном. Историк Кадар Тамаш ставит под сомнение последнюю позицию. По словам историка Дьюла Кристо Петер воспользовался тем политическим вакуумом, который возник после ликвидации домена клана Аба в последующие годы, и начал создавать независимую провинцию из графства Земплен и частично графства Абауй). Таким образом, Кристо считал его одним из так называемых «олигархов» или «провинциальных лордов». Петер постоянно отдалялся от королевской власти и вел войну против местных дворян, сторонников Карла Роберта.

### Восстание против Карла
Петр, сын Петенья, был впервые упомянут как" нелояльный " Карлом I 2 января 1317 года. В королевской хартии сообщалось: Якаб Борша, бывший палатин Венгрии, который поднял восстание против Карла Роберта, заключил союз против короля с другими магнатами, включая его зятя Моиша Акоша, Гуткеледов из Силадьшага и самого Петера во второй половине 1316 года. В своей хартии Карл Роберт конфисковал часть его поместий и передал их своему верному солдату Микшу Акошу, который получил серьёзные потери в боях с Петером.
Другой документ, изданный 10 февраля 1321 года, повествовал о том, что после своего предательства Петер, поместья которого лежали на северо-восточной границе, отправился в Галицко-Волынское княжество и предложил венгерскую корону одному из братьев-князей, Андрею или Льву Галицкому, которые были правнуками короля Венгрии Белы IV по материнской линии. Историк Аттила Барани утверждал, что Якаб Борша и ещё более влиятельный Моиш Акош поддерживали Петера в его усилиях, и он представлял всех мятежников в Галицко-Волынском княжестве. Благодаря своему потенциальному русскому происхождению и близости к русским княжествам, Петер имел обширные и яркие политические и торговые связи с местной элитой в Галицко-Волынском княжестве. Тамаш Кадар сомневается в предложении венгерского престола, он считает, что Петер и его союзники только искали военной помощи в Галиции против Карла Роберта. Дипломатическая миссия Петера закончилась неудачно. Галицко-волынские князья, братья Андрей и Лев Юрьевичи отказались участвовать в войне против короля Венгрии Карла, с которым они поддерживали хорошие отношения (существовали теории, что первой женой Карла Роберта была дочь Льва, Мария).
На основании реестра найденных в архивах семьи Другет (сегодня часть находится из Словацком национальном архиве в Прешове), Петер даже дважды пытался убить короля Карла I. Сначала он лично пытался убить Карла, который был болен и находился в Шарошпатаке, возможно, когда он все ещё считался лояльным. Попытка Петера была раскрыта и пресечена самим королем. Иштван Петрович считал, что эта попытка имела место в последние месяцы 1316 года. В отличие от Петровича, Тамаш Кадар утверждает, что Петер считался лояльным даже 15 декабря 1316 года, согласно королевскому документу. Кроме того, Карл тогда проживал в Южной Венгрии, в Темешваре и Липпе (современные Тимишоара и Липова в Румынии, соответственно), в те месяцы. Если первое покушение Петера вообще имело место, то оно должно было произойти весной 1317 года, как считает Кадар. Историк Дьюла Кристо усомнился в достоверности изложенного в королевском документе рассказа о покушении Петера. Историк утверждал, что Карл I и его канцелярия стремились подчеркнуть непричастность изменника Петера к ложному повествованию. Тамаш Кадар не разделяет эту точку зрения; он считает, что вместо Петера его наемный убийца был схвачен во время первой попытки. Во второй раз Петер нанял двух наемных убийц, чтобы убить Карла, который жил в Темешваре, временной столице Венгрии. Согласно грамоте от 1355 года, наёмные убийцы, дворяне Миклош и Филипп пытались застрелить короля. Не было никаких сообщений о том, был ли Карл ранен во время покушения, но король изгнал их и конфисковал их земли в графстве Чанад. Иштван Петрович утверждал, что вторая попытка Петера произошла либо весной (во время его войны против Карла), либо зимой 1317 года (после его поражения в Земплене).
Карл Роберт немедленно отреагировал на неблагоприятное развитие событий и начал планомерную войну против Якаба Борши и его союзников в начале 1317 года. Король первым начал королевскую кампанию против Петера, самого слабого из лидеров восстания. Филипп Другет, который также был назначен ишпаном графства Абауй, и Микщ Акош повели королевскую армию на крепости Петера в графстве Унг в первые месяцы 1317 года. Примерно в марте Другет захватил Генц, а затем его армия подошла к замку Регец, соединившись отрядами Ладислава Баксы. Регец был осажден и взят в апреле того же года. В то же самое время Микш Акош ликвидировал власть Петера в графстве Земплен, захватив три его замка в течение нескольких недель. Петер успешно прорвался из блокады, «как неукротимый зверь» (как писала хартия 1342 года) во время осады его резиденции, Боростана, и бежал из провинции. Однако Микш Акош захватил и заключил в тюрьму сына Петера и отправил его ко двору короля в качестве пленника. Последний оплот Петра, Ясеновский замок, был взят Филиппом Другетом в конце апреля или начале мая 1317 года.

### Более поздняя жизнь
После оккупации его владений в графствах Земплен, Унг и Абауй, сохранилась лишь фрагментарная информация о Петере. После его поражения (или одновременно) Карл Роберт выступил против Якаба Борши, чьи войска были разгромлены в первой половине 1317 года (историк Аттила Жолдос предоставил точную дату — 10 февраля) в Дебрецене, а его крепости были захвачены в последующие месяцы. Якаб Борша укрепился в замке Соломке (сейчас в Алешде, Румыния), но был захвачен королевскими войсками после его капитуляции (возможно, в мае 1318 года), однако он избежал казни и в позднее был выкуплен из плена своим зятем Моишем Акошем. Возможно, что Петер также был захвачен в Соломке или раньше (его причастность к двум покушениям раскрылась только тогда), а позднее сам был освобожден во время выкупа или обмена пленными между королевским двором и Моишем Акошем.
В Трансильвании Якаб Борша и Петер, сын Петенье, оба не играли ведущих ролей в продолжении восстания. Лидером восставших здесь был Моиш Акош, зять Якаба Борши. Когда Моиш смог разбить королевскую армия под командованием Дожи Дебрецени во внутренней части Трансильвании, на полпути между горами Месеш и Коложваром (ныне Клуж-Напока, Румыния) в июле 1318 года, Петер, призвав своих сторонников в графство Шатмар, также принимал участие в битве, вместе с Якабом Боршем и другими. Возможно, он оставался в Трансильвании в последние годы своей жизни и продолжал борьбу с местными дворянами, сторонниками Карла Роберта, в районах Северной Трансильвании, между Верхней Тисы и Сомешом. В феврале 1321 года король Венгрии Карл Роберт упомянул Петера с «проклятой памятью», подтвердив к тому времени его смерть.